# أنتونوف أن-2
أنتونوف أن-2 (بالإنجليزية: Antonov An-2)‏ هي طائرة طائرة أغراض زراعية، ومنافع عامة، سوفيتية الصنع، ذات الإنتاج الضخم، ذات محرك واحد، ذات السطحين، من صنع شركة أنتونوف كان أول طيران لها في 31 أغسطس 1947.